# Nanchong
Nanchong (cinese: 南充; pinyin: Nánchōng) è una città-prefettura della Cina nella provincia del Sichuan.